# Vírus da hepatite C
O vírus da hepatite C é um RNA-vírus flavivirus, um dos poucos dessa família (que inclui os vírus da dengue, febre amarela e Nilo ocidental) que não é transmitido por artrópodes. Este vírus tem um genoma de RNA simples de sentido positivo (é usado diretamente como mRNA na síntese protéica). Há vários genótipos (variações) deste vírus, sendo 6 as mais importantes (1 a 6), sendo que estes estão subdivididos em mais de 50 subtipos (1a, 1b, 2a, etc). Os genótipos chegam a apresentar 30 a 50% de diferença no seu RNA. Esta divisão é importante porque cada subtipo tem características próprias de agressividade e resposta ao tratamento.
Reproduz-se no citoplasma e retículo endoplasmático, produzindo dez proteínas virais. Algumas destas proteínas inibem aapoptose (morte programada) da célula e outras inibem a ação do interferon. Tem envelope bilipídico e portanto não sobrevive a condições secas.
O vírus tem uma preferência forte (tropismo), em infectar os hepatócitos do fígado. Os sintomas da hepatite são pelo menos tanto devido à ação necessária do sistema imunitário como aos danos causados pelo vírus.
A hepatite C é atualmente a principal causa de transplante hepático em países desenvolvidos e responsável por 60% das hepatopatias crônicas.